# Manfred Pranger
Manfred Pranger (ur. 25 stycznia 1978 w Hall in Tirol) – austriacki narciarz alpejski, mistrz świata.

## Kariera
Po raz pierwszy na arenie międzynarodowej pojawił się 17 grudnia 1994 roku w Neustift im Stubaital, gdzie w zawodach FIS Race nie ukończył giganta. Nigdy nie wystąpił na mistrzostwach świata juniorów.
W zawodach Pucharu Świata zadebiutował 11 grudnia 2000 roku w Sestriere, gdzie nie zakwalifikował się do drugiego przejazdu slalomu. Pierwsze pucharowe punkty wywalczył 14 stycznia 2001 roku w Wengen, zajmując 23. miejsce w slalomie. Na podium zawodów tego cyklu po raz pierwszy stanął 16 marca 2003 roku w Lillehammer, kończąc slalom na trzeciej pozycji. W zawodach tych wyprzedzili go tylko Włoch Giorgio Rocca i Kalle Palander z Finlandii. Łącznie trzynaście razy stawał na podium, odnosząc trzy zwycięstwa: 23 stycznia 2005 roku w Kitzbühel, 25 stycznia 2005 roku w Schladming i 18 stycznia 2009 roku w Wengen był najlepszy w slalomach. Najlepsze wyniki osiągnął w sezonie 2004/2005, kiedy zajął 20. miejsce w klasyfikacji generalnej, a w klasyfikacji slalomu był trzeci.
Na mistrzostwach świata w Val d’Isère w 2009 roku wywalczył złoty medal w slalomie. Wyprzedził tam Francuza Juliena Lizeroux i Michaela Janyka z Kanady. Był też między innymi piąty w tej konkurencji podczas mistrzostw świata w Sankt Moritz w 2003 roku i rozgrywanych cztery lata później mistrzostw świata w Åre. W 2002 roku wystartował w slalomie na igrzyskach olimpijskich w Salt Lake City, jednak nie ukończył rywalizacji. Brał też udział w igrzyskach w Vancouver w 2010 roku, ponownie nie kończąc zawodów.
Karierę sportową postanowił zakończyć dwa miesiące po sezonie 2013/2014, decyzję tę ogłosił 9 maja 2014 roku na konferencji prasowej.

## Osiągnięcia

### Igrzyska olimpijskie
| Miejsce | Dzień     | Rok  | Miejscowość    | Konkurencja | Czas biegu | Strata | Zwycięzca         |
| ------- | --------- | ---- | -------------- | ----------- | ---------- | ------ | ----------------- |
| DNF1    | 23 lutego | 2002 | Salt Lake City | Slalom      | 1:41,06    | –      | Jean-Pierre Vidal |
| DNF2    | 27 lutego | 2010 | Vancouver      | Slalom      | 1:39,32    | –      | Giuliano Razzoli  |

### Mistrzostwa świata
| Miejsce | Dzień     | Rok  | Miejscowość  | Konkurencja | Czas biegu | Strata | Zwycięzca            |
| ------- | --------- | ---- | ------------ | ----------- | ---------- | ------ | -------------------- |
| 5.      | 16 lutego | 2003 | Sankt Moritz | Slalom      | 2:45,93    | +0,59  | Ivica Kostelić       |
| DNF2    | 12 lutego | 2005 | Bormio       | Slalom      | 1:41,34    | –      | Benjamin Raich       |
| 4.      | 17 lutego | 2007 | Åre          | Slalom      | 1:57,33    | +2,49  | Mario Matt           |
| 1.      | 15 lutego | 2009 | Val d’Isère  | Slalom      | 1:44,17    | –      | –                    |
| 9.      | 20 lutego | 2011 | Ga-Pa        | Slalom      | 1:41,72    | +1,31  | Jean-Baptiste Grange |
| DNF2    | 17 lutego | 2013 | Schladming   | Slalom      | 1:51,03    | –      | Marcel Hirscher      |

### Puchar Świata

#### Miejsca w klasyfikacji generalnej
- sezon 2000/2001: 115.
- sezon 2001/2002: 48.
- sezon 2002/2003: 24.
- sezon 2003/2004: 25.
- sezon 2004/2005: 20.
- sezon 2005/2006: 63.
- sezon 2006/2007: 40.
- sezon 2007/2008: 86.
- sezon 2008/2009: 21.
- sezon 2009/2010: 24.
- sezon 2010/2011: 50.
- sezon 2011/2012: 39.
- sezon 2012/2013: 37.
- sezon 2013/2014: 90.

#### Miejsca na podium w zawodach
1. Lillehammer – 16 marca 2003 (slalom) – 3. miejsce
2. Park City – 23 listopada 2003 (slalom) – 3. miejsce
3. Madonna di Campiglio – 15 grudnia 2003 (slalom) – 3. miejsce
4. Flachau – 4 stycznia 2004 (slalom) – 2. miejsce
5. Sestriere – 14 marca 2004 (slalom) – 3. miejsce
6. Kitzbühel – 23 stycznia 2005 (slalom) – 1. miejsce
7. Schladming – 25 stycznia 2005 (slalom) – 1. miejsce
8. Adelboden – 11 stycznia 2009 (slalom) – 2. miejsce
9. Wengen – 18 stycznia 2009 (slalom) – 1. miejsce
10. Schladming – 27 stycznia 2009 (slalom) – 2. miejsce
11. Alta Badia – 21 grudnia 2009 (slalom) – 3. miejsce
12. Schladming – 26 stycznia 2010 (slalom) – 3. miejsce
13. Garmisch-Partenkirchen – 13 marca 2010 (slalom) – 2. miejsce